# D.A.N.C.E.
"D.A.N.C.E." é uma canção da dupla francesa Justice, gravada para o seu álbum de estreia †. A versão single inclui "B.E.A.T", "D.A.N.C.E" (Extended), "Phantom" como lados B. Ficou listada como quarta canção da 100 Best Songs of 2007 da Rolling Stone.